# Maroboudon
Maroboudon (altgriechisch Μαρόβουδον; lateinisch Marobudum) ist ein Ortsname, der in der Geographia des Claudius Ptolemaios als einer der im Süden der Germania magna und in der Nähe der Donau liegenden Orte (πόλεις) mit 35° 00′ Länge und 49° 00′ (nach der Handschrift U) bzw. 51°, 15' Breite (nach der Handschrift X) angegeben wird. Maroboudon liegt damit nach Ptolemaios zwischen Bikourgion und Redingouinon. Wegen des Alters der Quelle kann eine Existenz des Ortes um 150 nach Christus angenommen werden.

## Lokalisation
Bislang konnte der Ort nicht sicher lokalisiert werden. Ein interdisziplinäres Forscherteam um Andreas Kleineberg, das die Angaben von Ptolemäus neu untersuchte, spricht sich gegen eine Lokalisierung in Böhmen (in Marbods Markomannenreich) aus und verortet Maroboudon nach den transformierten antiken Koordinaten beim heutigen Amberg in Bayern. Nach Berger war Amberg in der Karolingerzeit eine Kaufmannssiedlung am Übergang der Goldenen Straße – der Fernhandelsstraße zwischen Nürnberg und Prag – über die damals schiffbare Vils. Möglicherweise lag an diesem Flussübergang, so Berger, bereits in älterer Zeit ein Handelsplatz.

## Antike Quellen
- Strabon, Geographika 7,1,3.
- Tacitus, Annalen 2,62,2.
- Claudius Ptolemäus 2,11,14.